# Дракон и тапочка королевы
«Дракон и тапочка королевы» (венг. Sárkány és papucs, англ. Dragon and Slippers, в других переводах «Дракон и тапочки») — венгерский полнометражный мультфильм. Премьера состоялась 20 декабря 1990 года.

## Сюжет
Однажды женился король Артур на прекрасной королеве Джиневре. Спустя 7 лет совместной жизни пламя любви угасло. Король всё больше времени проводил в кругу рыцарей, посвящая всё свободное время турнирам и битвам, в то время, как бедная королева грустила в замке. И вот верная служанка Пэгги советует королеве обратиться за помощью к великому волшебнику Мерлину. Тот присылает королеве любовное зелье, которое поможет вернуть любовь Артура.
Казалось бы, вот и сказке конец, да сливовый пирог с любовным зельем попадает не в те руки — лучший друг короля, жених Пэгги и рыцарь в одном лице — Ланцелот съедает пирог. Его ухаживания могут свести в гроб любую, особенно такую рафинированную особу, как королева.

## Роли озвучивали
- Иштван Станкаи — король Артур
- Ева Алмаши — Джиневра
- Янош Галвёлги — Ланцелот
- Юдит Халас — Пегги
- Камилл Фелеки — Мерлин
- Нора Табори — ведьма Матильда
- Ласло Чаканьи — дракон Голиаф
- Ласло Тахи Тот — конь Оливер
- Дьёрдь Миклошши — пеликан
- Иштван Мико — шут
- Антал Фаркаш — в титрах не указан